# ミキハウスベースボールクラブ
ミキハウスベースボールクラブは、京都府京都市に本拠地を置き、日本野球連盟に加盟していた社会人野球のクラブチームである。

## 概要
2004年に立命館大学の硬式野球部OBの同好会『立命館クラブ』として創部し、2005年6月23日付けで日本野球連盟に新規登録された。
2006年から、チーム名を『Ritsベースボールクラブ』に改称。2007年、全日本クラブ野球選手権大会に初出場を果たす（初戦敗退）。
その後三起商行（ミキハウス）がスポンサーに就くことになり、2009年2月17日付けでチーム名を『ミキハウスREDS』に改称した。
2016年1月、チーム名を『ミキハウスベースボールクラブ』に改称した。
2017年からは全日本クラブ野球選手権大会への出場権を放棄、社会人野球日本選手権大会の予選へ出場するようになった。同年は代表決定戦まで駒を進めたものの三菱重工神戸・高砂に敗れ、初出場はならなかった。
2018年12月25日、三起商行が支援体制が整ったとして『ミキハウス硬式野球部』を企業チームとして復活させた。部員やスタッフは当チームから引き継ぐこととなり、『ミキハウス硬式野球部』の活動再開に先立ち12月10日付で解散となった。

## 沿革
- 2004年 - 『立命館クラブ』として創部。
- 2005年6月 - 日本野球連盟にクラブチームとして登録。
- 2006年3月 - チーム名を『Ritsベースボールクラブ』（リッツベースボールクラブ）に改称。
- 2007年 - クラブ野球選手権に初出場。
- 2009年2月 - ミキハウスがスポンサーに就くことになり、それに伴いチーム名を『ミキハウスREDS』に改称。
- 2013年 - クラブ野球選手権で準優勝。
- 2016年1月 - チーム名を『ミキハウスベースボールクラブ』に改称。
- 2018年12月 - 活動終了。在籍選手・スタッフはミキハウス硬式野球部に引き継がれた。

## 主要大会の出場歴・最高成績
- 全日本クラブ野球選手権大会 - 出場2回、準優勝1回（2013年）
- JABAびわこ杯争奪社会人クラブ野球大会 - 優勝2回（2011年、2014年）
- JABA富山市長旗争奪富山大会 - 優勝1回（2015年）

## 主な出身プロ野球選手
- 福田岳洋（投手） - 四国・九州アイランドリーグの香川オリーブガイナーズを経て、2009年ドラフト5位で横浜ベイスターズに入団
- 萬谷康平（投手） - 2013年育成選手ドラフト2位で横浜DeNAベイスターズから指名　※同チームから直接NPB球団に指名された唯一の選手
- 岩田幸宏（外野手） - 解散に伴いミキハウスに移籍した後に退団し、BCリーグの信濃グランセローズを経て、2021年育成ドラフト1位で東京ヤクルトスワローズから指名

## 元プロ野球選手の競技者登録
- 辻田摂（元：中日ドラゴンズ） - 内野手（2009年 - 2013年）→退部→社業へ
- 山田秋親（元：千葉ロッテマリーンズ、福岡ソフトバンクホークス） - 投手（2013年 - 2016年）→退部
- 土井健大（元：オリックス・バファローズ） - 内野手（2014年）→退部
- 松崎伸吾（元：東北楽天ゴールデンイーグルス） - 投手（2014年 - ）引退後はコーチとなりミキハウス硬式野球部へ